# Golgiho metoda

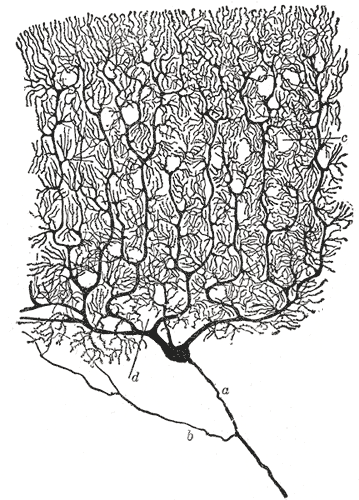
Purkyňova buňka

Golgiho metoda je biochemická metoda barvení preparátu nervové tkáně za užití dichromanu draselného a dusičnanu stříbrného.
Metodu barvení vyvinul v roce 1873 pozdější nositel Nobelovy ceny Camillo Golgi.

## Postup
1. Ponořit na dva dny nervovou tkáň o velikosti cca 10x5 mm fixovanou formaldehydem nebo paraformaldehydem napuštěnou glutaraldehydem do 2% vodného roztoku K2Cr2O7
2. Vysušit rychle tkáň filtračním papírem
3. Ponořit na dva dny nervovou tkáň do 2% vodného roztoku AgNO3
4. Nařezat řezy 20–100 µm tenké.
5. Vysušit rychle v ethanolu, vymýt a zafixovat Depexem nebo Enthalanem.